# Скугсфьордватнет
Скугсфьордватнет (норв. Skogsfjordvatnet) — озеро, расположенное в Норвегии, на острове Рингвассёй, в губернии Тромс, имеет площадь 13,62 км², что делает его самым большим островным озером внутри Норвегии. Длина озера порядка 10 километров, окружено болотами и лесами. Находится на высоте 20 метров над уровнем моря. Средняя глубина озера 60-65 метров, наибольшая глубина достигает 100 метров. Озеро богато рыбой, главным образом форелью и лососем, территория вокруг озера является местом гнездовки различных птиц, среди которых, серый гусь, краснозобая гагара, чернозобая гагара. Не заболоченные области вокруг озера покрыты главным образом березовыми рощами.